# ناصري (عملة)

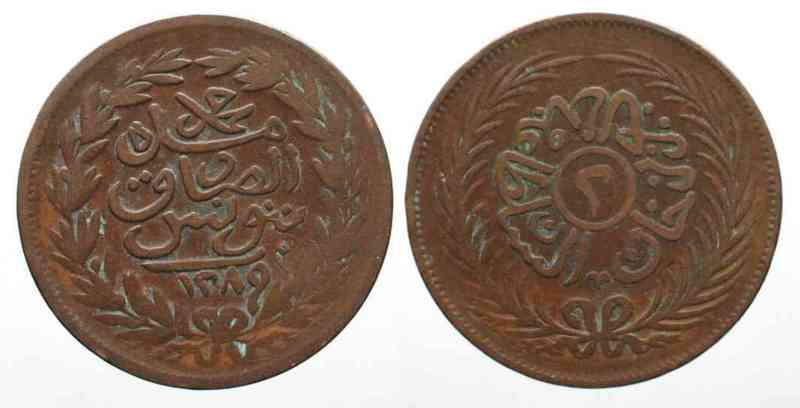
قطعة نقدية بقيمة 2 ناصري ضربت عام الموافق لـ في عهد محمد الصادق باي

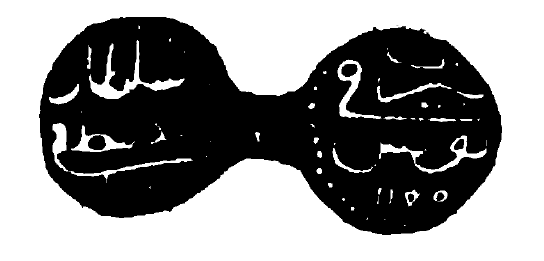
ناصري ضرب عام

ناصري (بالفرنسية: Nasry)‏ هو تقسيم نقدي قديم في تونس.

بينما يسميه الأوروبيون آبر (apre) أو بلانكيل (blanquile)، فقد أطلق عليه التونسيون اسم ناصري. يساوي الناصري 4 قفصي و24 فلس. ب52 قطعة ناصري يمكن أن نتحصل على ريال تونسي واحد.

القطعة الموجودة في الصورة في المقابل، تحتوي على واجهتها، وفي دائرة منقطة، اسم السلطان العثماني مصطفى الثالث. من الوراء يمكن أن نقرأ عبارة «ضرب في تونس» إلى جانب سنة 1761.

## أصل الكلمة
عبارة الناصري تأتي من اسم محمد الناصر، رابع الخلفاء الموحدين، والذي حكم بين 1199 و1213. بينما عبارة آبر (apre) تأتي من الكلمة اليونانية الحديثة (άσπρος أو aspros) والتي تعني «أبيض»، بينما الأتراك يسمونها «آقجة» وتعني أيضا أبيض.

## مقالات ذات صلة
- سلطاني (عملة)
- ريال تونسي
- فلس (عملة)

## روابط خارجية
- القطع النقدية التونسية في القرن السابع عشر، بول صباغ، المجلد 55، عدد 55 و56، 1990، الصفحة 257-265.